# Thecla basalides
Thecla basalides är en fjärilsart som beskrevs av Jacob Hübner 1837. Thecla basalides ingår i släktet Thecla och familjen juvelvingar. Inga underarter finns listade i Catalogue of Life.